# Марчук Микола Павлович
Мико́ла Па́влович Марчу́к (19 грудня 1944, Бердичів, Житомирська область — 20 листопада 1999, Могилів-Подільський, Вінницька область) — український поет і прозаїк.

## Життєпис
Народився 19 грудня 1944 р. у м. Бердичеві на Житомирщині. Невдовзі разом з матір'ю переїхав до Могилева-Подільського. Після закінчення міської школи № 2 був призваний до радянського війська. Служив у 1963—1967 рр. радіотелеграфістом на підводному човні Північного флоту. Нагороджений двома медалями «За далекий похід».

Після звільнення у запас працював на Могилів-Подільському приладобудівному заводі, водолазом рятувальної станції на Дністрі, а згодом — її начальником.

20 листопада 1999 р. внаслідок важкої хвороби помер і похований у Могилеві-Подільському.

## Творчість
Писав російською мовою вірші та прозу. Захоплювався творчістю Сергія Єсеніна.

| «Мы – не Есенины, не Блоки, Но как же хочется порой, Чтоб наши искренние строки Зажглись вечернею звездой…» | 

Багаторічний учасник районного літературного об'єднання «Веселка Дністрова» при газеті «Наддністрянська правда». Товаришував з літераторами — Петром Перебийнісом, Віктором Тимчуком, Михайлом Каменюком, Володимиром Воронюком, Вадимом Вітковським.

За життя видав одну книгу прози —

- Шоколад подводника  / Н. Марчук. — Одесса: Маяк, 1990. — 101 с.

|                 | Добре, що ти нічого не приховуєш – ні труднощів, ні своїх потаємних думок і почуттів, гранично відвертий, мов на сповіді. Врешті, я б визначив жанр твоєї книжки саме сповіддю підводника, молодого солдата. Ти і написав її заради свого сина Сергія, якого мали призвати на службу. І твоя книжка, мені, здається, повинна стати настільною для кожного допризовника. Переказати її зміст неможливо – треба прочитати. |
| — Віктор Тимчук | |

Друкувався в альманахах — «Вітрила-79», «Горизонт-81», у колективних збірках «Родники и криницы» (1984) видавництва «Молодь», «Жажда памяти» (1989) видавництва «Радянський письменник», журналі «Радуга» та ін.

У 2014 р. з нагоди 70-річчя поета в серії «Бібліотечка журналу „Вінницький край“» вийшла книжка —

- Горит калина красная : вірші, проза, спогади про людину та поета / Н. Марчук. — Вінниця: ПП ТД Едельвейс і К, 2014. — 160 с. — ISBN 978-9662462-62-3.

У вересні 2014 р. в Могилеві-Подільському на вшанування пам'яті поета відбувся літературно-мистецький фестиваль «Від Єсеніна до Марчука».
|                    | Він засвітився від Франка. Але не встиг дотягнутися до секретів поетичної творчості. Він був підводником. Але його поглинули каламутні води відшумілої епохи. Болить мене, пече мене загублена доля дністрового брата. |
| — Петро Перебийніс | |